# Þorsteinsdóttir
Þorsteinsdóttir ist ein isländischer Name.

## Bedeutung
Der Name ist ein Patronym und bedeutet Tochter des Þorsteinn. Die männliche Entsprechung ist Þorsteinsson (Sohn des Þorsteinn).

## Namensträger
- Ágústa Þorsteinsdóttir (1942–2008), isländische Schwimmerin
- Berglind Þorsteinsdóttir (* 1999), isländische Handballspielerin
- Brynja Þorsteinsdóttir (* 1977), isländische Skirennläuferin
- Elín Jóna Þorsteinsdóttir (* 1996), isländische Handballspielerin
- Guðrún Gróa Þorsteinsdóttir (* 1989), isländische Basketballspielerin
- Hallbera Þorsteinsdóttir († 1330), Gründerin und Äbtissin des Reynistaðarklaustur auf Island
- Harpa Þorsteinsdóttir (* 1986), isländische Fußballspielerin
- Helga Margrét Þorsteinsdóttir (* 1991), isländische Siebenkämpferin
- Matthildur Þorsteinsdóttir (* 1997), isländische Para-Leichtathletin
- Sæunn Þorsteinsdóttir (* 1984), US-amerikanische Cellistin isländischer Herkunft
- Steinunn Ólína Þorsteinsdóttir (* 1969), isländische Schauspielerin
- Theodóra S. Þorsteinsdóttir (* 1969), isländische Politikerin (Björt framtíð)
- Torfhildur Þorsteinsdóttir (1845–1918), isländische Schriftstellerin